# Église Saint-Jacques de Saint-Jacques-sur-Darnétal
L'église Saint-Jacques est l'église paroissiale de Saint-Jacques-sur-Darnétal, en Seine-Maritime. 
C'est un bâtiment de style néo-roman composite situé au centre de la ville, isolé sur une esplanade gazonnée en bordure de la rue de Verdun.
Aujourd'hui, la commune est rattachée à la paroisse dite « Saint-Jacques de Saint-Jacques-sur-Darnétal », laquelle fait partie du doyenné de Rouen-Nord et couvre les territoires de onze communes au nord-est de Rouen, possédant d'ailleurs d'autres églises :
Auzouville-sur-Ry, Bois-d’Ennebourg, Bois-l’Évêque, Fontaine-sous-Préaux, Grainville-sur-Ry, Martainville-Epreville, Préaux , Roncherolles-sur-le-Vivier, Saint-Jacques-sur-Darnétal, Saint-Martin-du-Vivier et Servaville-Salmonville.

## Historique
Les plans de l'édifice sont de l'architecte rouennais Jacques-Eugène Barthélémy, qui a aussi conçu plusieurs autres églises, notamment en Normandie, par exemple la basilique Notre-Dame de Bonsecours, toute proche de Saint-Jacques-sur-Darnétal.
L'édifice remplace une construction plus ancienne située au même endroit. Les plans ont été établis en 1851 et la construction a été réalisée de 1853 à 1857, année de la consécration.

## Description
L'église est orientée au sud-ouest, avec un plan en croix latine à transept inscrit (c'est-à-dire qu'il ne fait pas saillie par rapport aux bas-côtés de la nef) ; ce transept lui-même est sans bas-côtés. Elle est dominée par un clocher intégré au milieu de la façade occidentale, comme beaucoup d'édifices conçus par Barthélémy (cf basilique Notre-Dame de Bonsecours, église Saint-Martin de Maromme…) et sa base prend la place d'une première travée de la nef, constituant un narthex qui s'insère entre deux chapelles occupant la première travée des bas-côtés. 
La nef comprend cinq travées ; elle est flanquée de deux bas-côtés qui en comportent donc six. Le chœur a trois travées dont une est flanquée de bas-côtés (celui du nord constitue une chapelle, celui du sud est occupé par l'orgue de chœur ; le chevet est semi-circulaire, divisé en cinq sections.

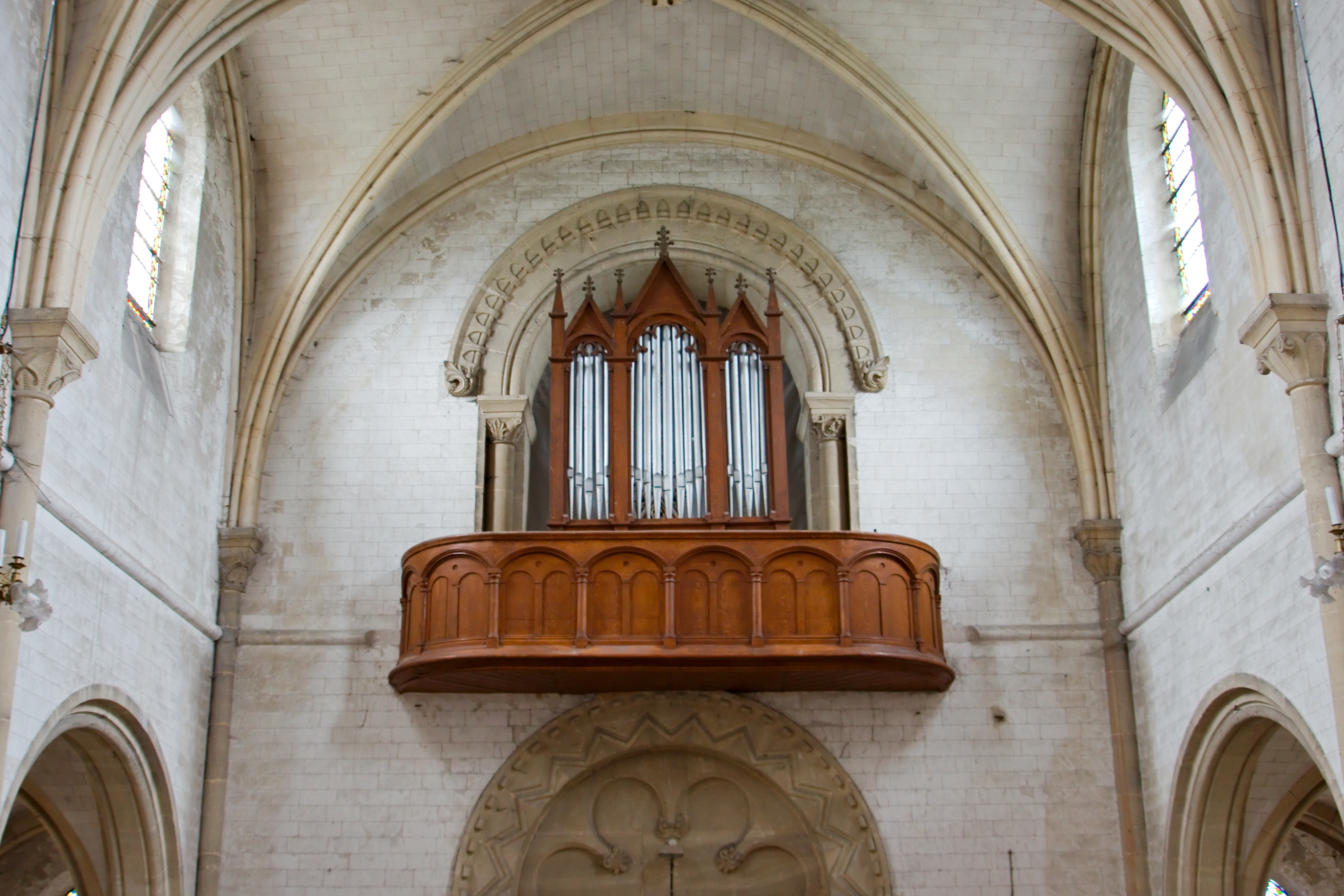
Grand orgue de tribune.
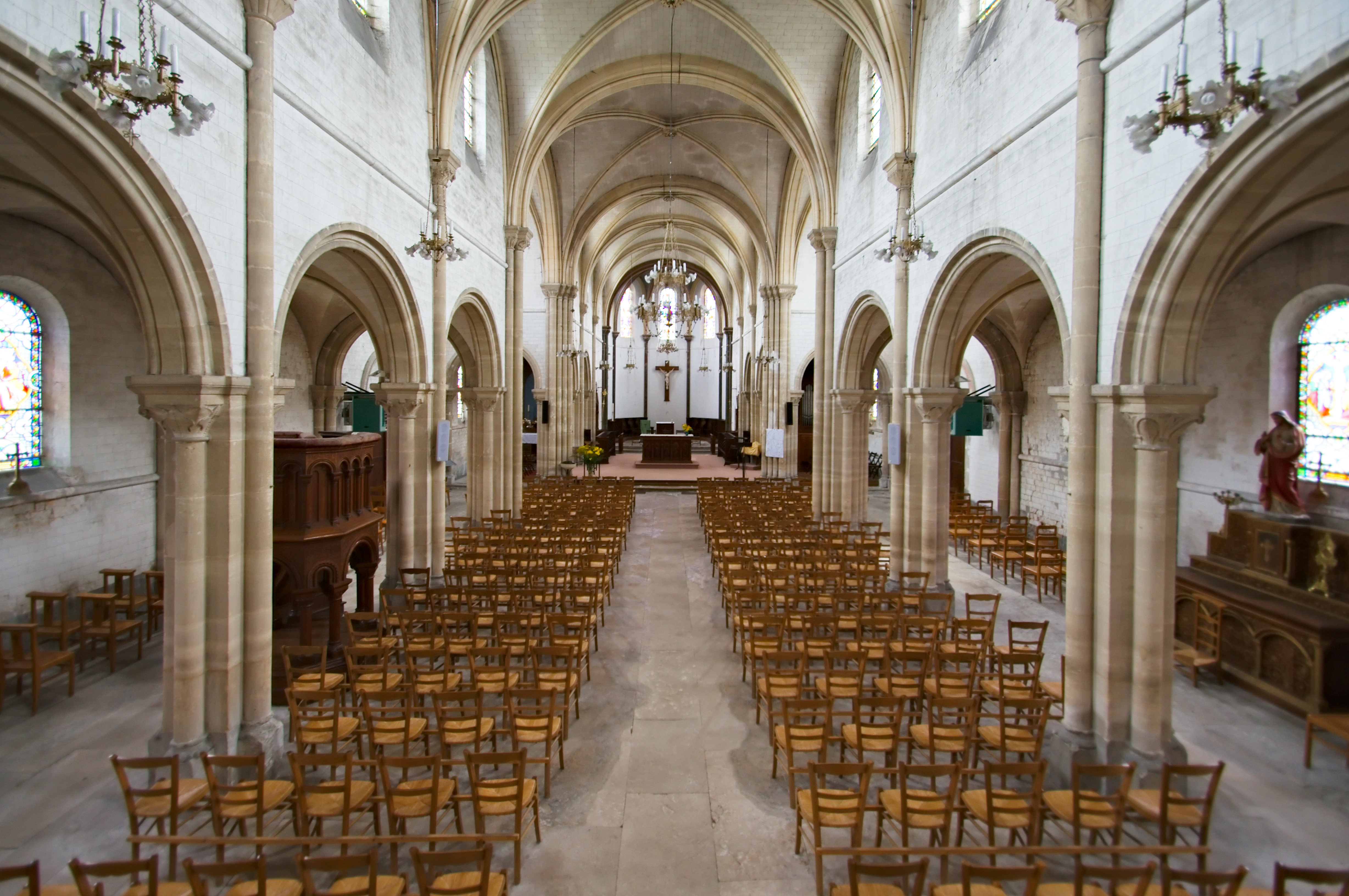
La nef.
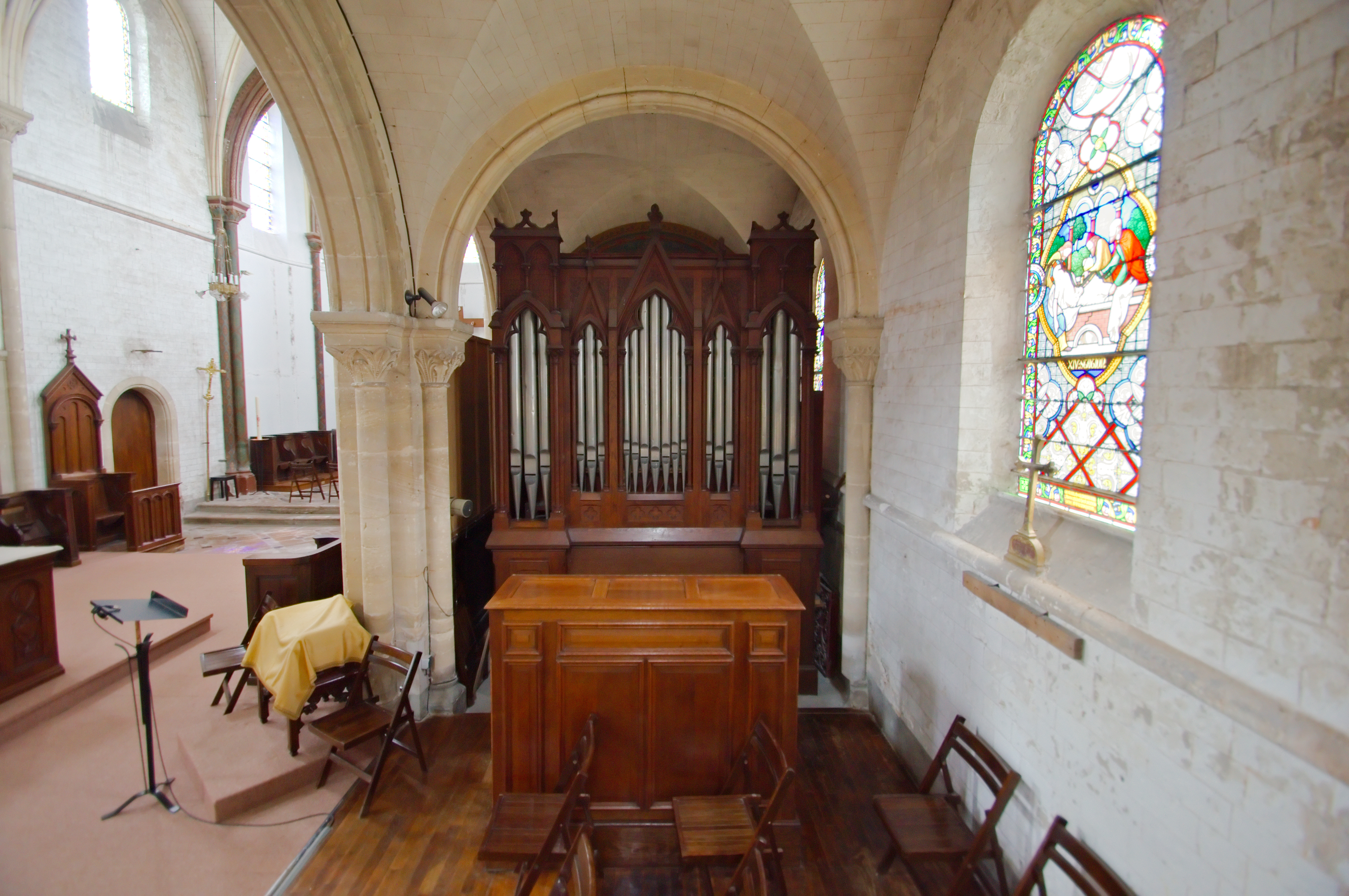
Orgue de chœur.
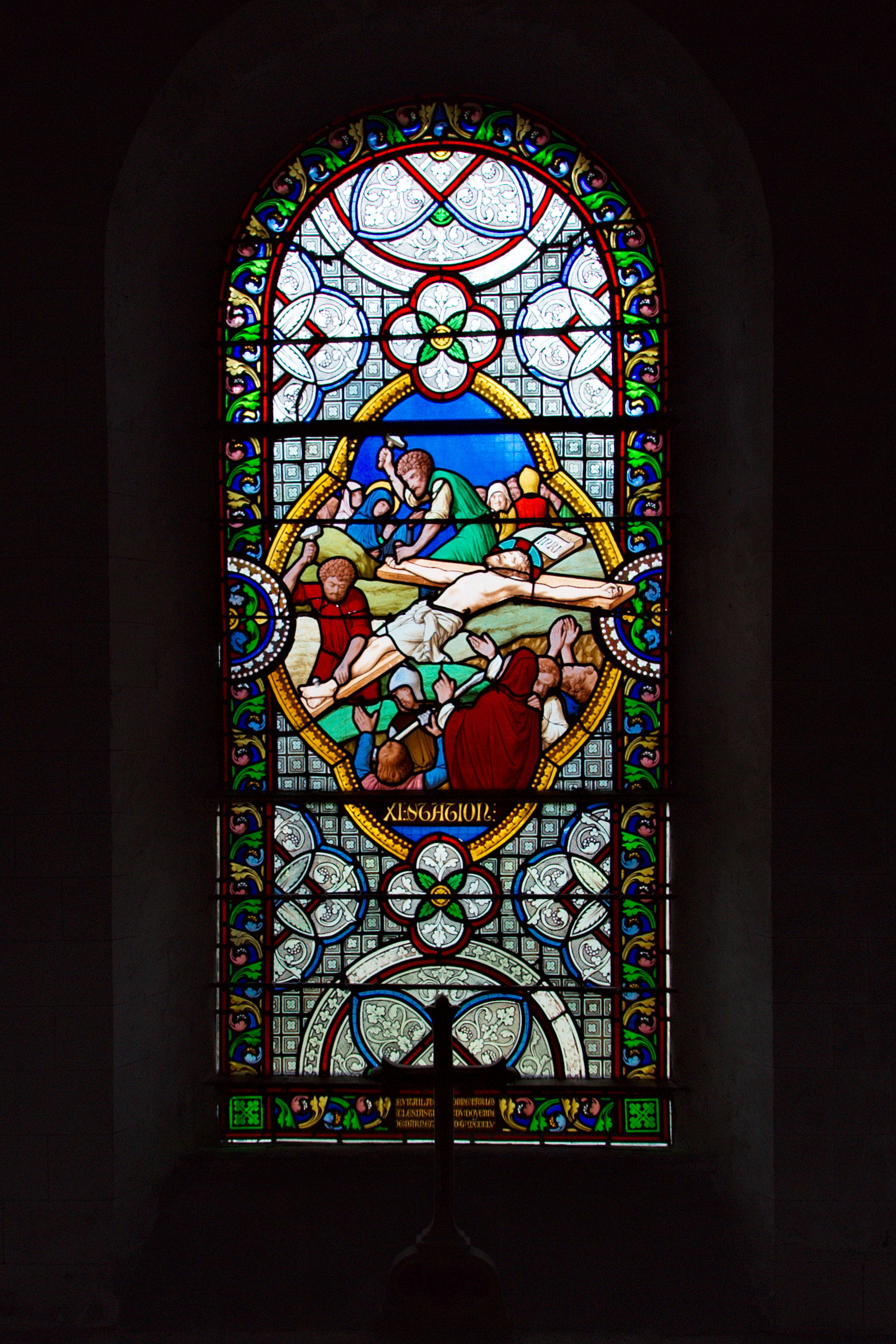
Vitrail : Station 11, Jésus est cloué sur la croix.